# HMS Illustrious (1803)
HMS Illustrious (Корабль Его Величества «Илластриус») — 74-пушечный линейный корабль
третьего ранга. Второй корабль Королевского
флота, названный HMS Illustrious. Четвёртый линейный корабль типа Fame. Относился к так называемым «обычным 74-пушечным кораблям», нёс на верхней орудийной палубе 18-фунтовые пушки. Заложен в феврале 1801 года. Спущен на воду 3 сентября 1803 года на частной верфи Рэндалла в
Ротерхите. Принял участие во многих морских сражениях периода Наполеоновских войн, в том числе в Бою на Баскском рейде.

## Служба
10 сентября 1804 года Illustrious, под командованием капитана Чарльза Гамильтона, отбил британское торговое судно Mary of Greenock, которое пыталось достигнуть испанских портов после того, как было захвачено французским капером Uncle Tom во время его плавания в Вест-Индию.
В начале 1805 года командование кораблем принял капитан Уильям Шилд. В первых числах января Illustrious и Ajax захватили 14-пушечное испанское торговое судно Santa Maria, идущее в Испанию из Гаваны. На его борту находился очень ценный груз, состоящий из 10 000 долларов, нескольких сотен унций золота в песке и слитках, 140 тюков хлопка, 150 тюков шерсти, шкур, какао и листов меди. Приз был отправлен в Плимут, куда прибыл 9 января.
В апреле 1805 года Illustrious в составе эскадры вице-адмирала Коллингвуда был у берегов Испании, а в июле присоединился к эскадре контр-адмирала Кокрейна. 7 июля Illustrious и Ramillies захватили французскую каперскую шхуну Josefine, вооруженную 2 пушками и с экипажем из 35 человек из Сен-Пьер.
7 марта 1809 года Illustrious, в составе эскадры адмирала Джеймса Гамбье отправился в Бискайский залив. 17 марта эскадра стала на якорь на Баскском рейде, блокируя находящийся там французский флот. Однако Illustrious не принимал активного участия в нападении, которое началось 11 апреля.
В июле 1809 года Illustrious принял участие во второй Голландской экспедиции, целью которой было уничтожение верфей и арсеналов в Антверпене, Тернезене и Флиссингене. 13 августа принял участие в бомбардировке Флиссингена. Военно-морская бомбардировка была частью гораздо более крупной операции; британский сухопутный корпус состоял из 30000 солдат, целью которых было оказать помощь австрийцам, вторгшись в
Голландию и уничтожив французский флот базировавшийся в гавани Флиссингена. Экспедиция закончилась неудачно,
вследствие разразившейся эпидемии англичане к 9 декабря вынуждены были очистить Валхерен.
В конце ноября 1810 года Illustrious вошел в состав эскадры вице-адмирала Aльбемарля Берти, направленной для захвата Маврикия. Британская эскадра прибыла к острову 29 ноября и в тот же день авангард британской армии был высажен на берег не встретив сопротивления. На следующий день была высажена оставшаяся часть армии, и британские войска, после серии коротких стычек овладели большей частью острова. 1 декабря британская армия подошла к столице острова, которая была захвачена в тот же день после артиллерийского обстрела. 2 декабря французы вступили в переговоры, а на следующий день гарнизон острова
капитулировал.
В августе-сентябре 1811 года Illustrious, под командованием капитана Роберта Фестинга, в составе эскадры Роберта Стопфорда
принимал участие в операциях по захвату Явы. Британские войска были высажены на берег 4 августа, а 8 августа незащищенный город Батавия капитулировал. Защитники отошли на заранее подготовленную укрепленную позицию, форт Корнелис, который англичане осадили, захватив его утром 26 августа. Оставшиеся защитники, отряд голландских и французских солдат и милиционеров, отступил преследуемый англичанами. В результате серии десантных операций британцы захватили большую часть оставшихся укрепленных позиций, пока 16 сентября не сдался последний город, Салатига, после чего 18 сентября произошла официальная капитуляция острова.
По возвращении в Англию в 1813 году Illustrious прошел капитальный ремонт в Плимуте, который продолжался до 1817 года, после чего он был отправлен в резерв. Он оставался в резерве до 1841 года, когда он вновь вступил в строй и совершил несколько рейсов в Северную Америку. В 1845 году он был отправлен в резерв, но вскоре вновь вступил в строй в качестве сторожевого корабля. С 1854 года он использовался как учебное судно для артиллеристов в Портсмуте и оставался в этой роли до 1868 года, когда было принято решение отправить корабль на слом.